# Un père Noël au grand cœur
Un père Noël au grand cœur (Secret Santa) est un téléfilm de Noël américain réalisé par Ian Barry (en) et diffusé en 2003 à la télévision.

## Synopsis
Journaliste à l'Indianapolis Star, Rebecca a sacrifié pendant des années ses vacances de Noël pour réaliser des reportages sans intérêt. Cette année, elle a décidé de refuser d'écrire un article sur un mystérieux Père Noël qui distribue des cadeaux à des personnes défavorisées. Mais le petit ami de Rebecca accepte de faire le reportage à sa place. La nuit suivante, alors qu'elle se rend dans la ville voisine, sa voiture tombe en panne et elle ne trouve aucune chambre disponible dans le seul motel des environs. Le chauffeur de camion qui remorque sa voiture la dépose dans une maison de retraite, qui met à sa disposition l'unique chambre disponible dans toute la ville. Le lendemain, Rebecca décide de rencontrer l'homme le plus riche de la cité, John Martin Carter, qu'elle soupçonne d'être le père Noël bienfaiteur…

## Fiche technique
- Scénario : Beth Polson et Robert Tate Miller
- Durée : 100 min
- Pays :  États-Unis

## Distribution
- Jennie Garth (VF : Barbara Tissier) : Rebecca Chandler
- Steven Eckholdt (VF : Patrick Borg) : John Martin Carter
- Charlie Robinson (VF : Benoît Allemane) : Russell
- Joel McKinnon Miller : Harley
- Victor Raider-Wexler (VF : William Sabatier) : Bob
- Josh Randall (VF : Philippe Valmont) : Ryan
- Kathryn Joosten (VF : Nicole Favart) : Winifred
- Sam Anderson : Mr. Gibson
- Marnette Patterson (VF : Sarah Marot) : Callie
- Cody Fleetwood : Scotty
- Barbara Billingsley : Miss Ruthie
- Marilyn O'Connor : Betty
- Fiona Hale : Beatrice
- Nick Pietropaolo : le maître d'hôtel
- John Keim : Père Noël
- Rory Knox Johnston : Nathan

- Version française
  - Studio de doublage : Mediadub International
  - Direction artistique : Nicole Favart
  - Adaptation des dialogues : Amanda Paquier

 Source et légende : version française (VF) sur RS Doublage et selon le carton du doublage français télévisuel.